# دیوید گریبل
دیوید گریبل (به انگلیسی: David Gribble) فیلم‌بردار و مدیرفیلم‌برداری استرالیایی تبار است که در نیو ساوت ولز مستقر است. او همچنین در آمریکا به فیلمبرداری فیلم‌های تلویزیونی و آثار دیگر کار کرده است.
در سال ۲۰۱۰ او نامزد جایزه انجمن فیلم‌برداران آمریکا برای دستاورد برجسته در فیلمبرداری، دسته فیلم سینمایی/مینی سریال تلویزیون، برای فیلمبرداری جس استون: بدون پشیمانی (۲۰۱۰)، ساخته شده برای تلویزیون آمریکا شد.

## گزیده فیلم‌شناسی
- مردی از هنگ کنگ (۱۹۷۵) - (اپراتور دوربین)

- جزر و مد (۱۹۸۷) - (مدیرفیلم‌برداری دوم)
- خارج از حد (۱۹۸۸) - (مدیرفیلم‌برداری)
- مرد کادیلاک (۱۹۹۰) - (مدیرفیلم‌برداری)
- شور درونی (۱۹۹۱) - (مدیرفیلم‌برداری)
- راهی برای فرار نیست (۱۹۹۳) - (مدیرفیلم‌برداری)
- هدف نهایی (۱۹۹۶) - (مدیرفیلم‌برداری)
- عامل خنک‌کننده (۱۹۹۹) - (مدیرفیلم‌برداری)
- آیک: شمارش معکوس (۲۰۰۴) - (مدیرفیلم‌برداری)
- سریعترین سرخپوست دنیا (۲۰۰۵) - (مدیرفیلم‌برداری)
- جس استون: عبور شب (۲۰۰۶) - (مدیرفیلم‌برداری)
- جس استون: مرگ در پارادایس (۲۰۰۷) - (مدیرفیلم‌برداری)
- جس استون: بدون پشیمانی (۲۰۱۰) - (مدیرفیلم‌برداری)